# Joel Hirschhorn
Joel Hirschhorn (ur. 18 grudnia 1937 w Nowym Jorku, zm. 17 września 2005) – amerykański kompozytor muzyki filmowej.

## Filmografia
muzyka
- 1966: The Fat Spy
- 1977: Pete’s Dragon
- 1990: China Cry: A True Story
- 1993: David Copperfield
- 1996: Hungry for You

## Nagrody i nominacje
Został dwukrotnie nominowany do Oscara i czterokrotnie do nagrody Złotego Globu, jak również został uhonorowany dwukrotnie Oscarem.